# Datos de composición de los alimentos
Los datos de composición de los alimentos (FCD, del inglés Food composition data) son conjuntos detallados de información sobre los componentes nutricionalmente importantes de los alimentos y proporcionan valores para la energía y los nutrientes, incluidas las proteínas, los carbohidratos, las grasas, las vitaminas y los minerales, y para otros componentes importantes de los alimentos, como la fibra. Los datos se presentan en las bases de datos de composición de alimentos (FCDB). 

En el Reino Unido, FCD está listado en tablas conocidas como The Chemical Composition of Foods, McCance y Widdowson (1940) y en la primera edición los autores declararon que: 
"Un conocimiento de la composición química de los alimentos es lo primero esencial en el tratamiento dietético de enfermedades o en cualquier estudio cuantitativo de nutrición humana".
Esto demuestra la razón principal para establecer FCD en ese momento. Los estudios de composición de alimentos siguen siendo fundamentales para la investigación nutricional sobre el papel de los componentes de los alimentos y sus interacciones en la salud y la enfermedad. Sin embargo, debido al aumento de los niveles de sofisticación y complejidad en la ciencia de la nutrición, existe una mayor demanda de FCD completa, actual y confiable, junto con información sobre una gama más amplia de componentes de alimentos, incluidos los compuestos bioactivos.
Las FCD son importantes en muchos campos, incluida la práctica clínica, la investigación, la política de nutrición, la salud pública y la educación, y la industria de fabricación de alimentos, y se utilizan de varias maneras, entre ellas: programas nacionales para la evaluación de la dieta y el estado nutricional a nivel de población por ejemplo, investigadores epidemiológicos que evalúan las dietas a nivel de población); desarrollo de dietas terapéuticas (por ejemplo, para tratar la obesidad, diabetes, deficiencias nutricionales, alergia e intolerancia a los alimentos) y dietas institucionales (por ejemplo, escuelas, hospitales, prisiones, guarderías infantiles) y etiquetado nutricional de alimentos procesados.
Las tablas de composición de alimentos más tempranas se basaron únicamente en análisis químicos de muestras de alimentos, que en su mayoría se realizaron específicamente para las tablas.  Sin embargo, a medida que el suministro de alimentos ha evolucionado y con la creciente demanda de componentes nutricionales y relacionados, se ha vuelto más difícil para los compiladores confiar únicamente en el análisis químico al compilar FCDB. Por ejemplo, en el Reino Unido, la tercera edición de The Composition of Foods  presentó datos sobre el contenido de vitaminas de los alimentos. Sin embargo, debido a la cantidad de información ya disponible y para evitar la necesidad de analizar cada alimento para cada vitamina, se incluyeron los valores de la literatura científica, aunque las tablas aún se basan predominantemente en datos analíticos.  Hoy en día, las bases de datos de composición de alimentos tienden a compilarse utilizando una variedad de métodos, que incluyen: 

## Análisis químico
El análisis químico de muestras de alimentos llevado a cabo en laboratorios analíticos suele ser el método preferido para crear FCD. Las muestras de alimentos se seleccionan cuidadosamente utilizando un plan de muestreo definido para garantizar que sean representativos de los alimentos que se consumen en un país. Esto incluye tener en cuenta los factores que podrían afectar el contenido de nutrientes de un alimento comprado (por ejemplo, región y/o país de origen, temporada, marca, fortificación) o según se consuma (por ejemplo, métodos de almacenamiento, preparación y cocción). Si es necesario, se realiza una preparación y cocción adicional antes del análisis con métodos analíticos apropiados y, a menudo, se combinan muestras apropiadas de alimentos en lugar de tomar promedios de muestras de alimentos analizadas individualmente.  Idealmente, los métodos utilizados para el análisis deberían haber demostrado ser confiables y reproducibles, es decir, aquellos recomendados por organizaciones como la Asociación de Químicos Analíticos Oficiales (AOAC) o la Organización Internacional de Normalización (ISO). 

## Imputar y calcular valores a partir de datos que ya están dentro de la base de datos
No es factible determinar la FCD mediante el análisis químico para cada nutriente en cada tipo de alimento debido a recursos insuficientes.  Por lo tanto, los compiladores de FCDB utilizan otros enfoques para determinar el FCD requerido dentro de un FCDB.  Por ejemplo, para estimar los valores de un alimento cocido para un alimento o plato crudo, a menudo se puede usar, junto con información sobre la ganancia / pérdida probable de peso (o rendimiento) y los cambios de nutrientes (por ejemplo, pérdidas de vitaminas) debido a la cocción. 

## Estimación de valores FCD a partir de otras fuentes
Otro enfoque comúnmente utilizado por los compiladores de FCD es "pedir prestado" o "adoptar" valores de nutrientes que originalmente fueron generados por otra organización.  Posibles fuentes de datos prestados: son FCD de otros países, análisis de nutrientes de publicaciones científicas o datos de fabricantes (por ejemplo, de las etiquetas de los alimentos).  Los compiladores deberán evaluar los datos en términos de calidad de los datos y la aplicabilidad de los alimentos antes de incorporarlos de cualquiera de estas fuentes en sus FCDB. Por ejemplo, los valores de fortificación pueden diferir de un país a otro, por lo que un cereal de desayuno fortificado para un FCD de un país podría no ser apropiado para otro país. 

## Evaluación de datos y calidad
Un paso importante tanto para el nuevo FCD analítico como para los valores tomados de otras fuentes es que el compilador evalúe la calidad de los datos antes de poder agregarlos a los FCDB. Se debe considerar la evaluación básica, cuando sea posible, como comparar los valores con alimentos similares de otras fuentes y verificar si las sumas de los valores equivalen a ~ 100%, por ejemplo, la suma de agua, proteínas, grasas, carbohidratos y fibra dietética. Además, es necesario emprender una serie de medidas de calidad de datos relacionadas con la identidad de los alimentos y los aspectos de muestreo y análisis. Por ejemplo, EE. UU. ha desarrollado un sistema de evaluación de la calidad de los datos de múltiples nutrientes para el que se utilizan cinco categorías de evaluación que incluyen: plan de muestreo, número de muestras, manejo de muestras, método analítico y control de calidad analítico.  Las calificaciones para cada categoría se combinan para dar un "Índice de calidad" y un código de confianza que indica a los usuarios el nivel de confianza para cada valor.  En Europa, EuroFIR está desarrollando actualmente un sistema de evaluación de calidad de datos para datos europeos basado en la versión de los Estados Unidos.

## Conjunto de datos de composición de alimentos
Los conjuntos de datos de composición de alimentos (FCDB) o tablas de composición de alimentos son recursos que proporcionan datos detallados de composición de alimentos (FCD) sobre los componentes nutricionalmente importantes de los alimentos. Los FCDB brindan valores de energía y nutrientes que incluyen proteínas, carbohidratos, grasas, vitaminas y minerales, y para otros componentes importantes de los alimentos, como la fibra. 
Antes de la tecnología informática, estos recursos existían en tablas impresas, y las tablas más antiguas se remontan a principios del siglo XIX.
En el Reino Unido, las FCD se enumeran en tablas conocidas como The Chemical Composition of Foods, McCance y Widdowson (1940). Los FCDB están disponibles en línea en Internet, por ejemplo, el conjunto de datos del USDA en los Estados, el conjunto de datos de composición de alimentos japoneses y varios conjuntos de datos de composición de alimentos europeos. Los alimentos de estos FCDB nacionales pueden ser identificados por el Código Internacional de Alimentos (IFC). 
Los FCDB difieren tanto en los datos disponibles como en la cantidad de datos que se retienen.  Por ejemplo, algunos FCDB tienen valores para aminoácidos individuales y/o fracciones de vitaminas (por ejemplo, carotenoides individuales, como el licopeno y la luteína). También están disponibles algunos conjuntos de datos especializados, por ejemplo, los compuestos bioactivos están incluidos en el conjunto de datos EuroFIR eBASIS, en el conjunto de datos de isoflavona de EE. UU. y en el conjunto de datos francés de Phenol-Explorer. Además, la versión 2009 del Swiss FCDB contiene 935 alimentos, mientras que la versión reciente del USDA FCDB incluye más de 7,500 alimentos. Algunos conjuntos de datos incluyen una gama más amplia de alimentos procesados, platos compuestos y recetas, así como alimentos preparados y cocinados de diferentes maneras.  Por ejemplo, en el Reino Unido, las rebabas de tocino FCDB se incluyen como crujientes crudas, fritas en seco, a la parrilla, a la parrilla o en el microondas. 
Los datos son estimaciones. 
- Variabilidad en la composición de los alimentos entre países, debido, por ejemplo, a la temporada, el cultivo o la variedad, la marca y los niveles de fortificación.
- Cobertura incompleta de alimentos o nutrientes que conduce a valores faltantes
- Antigüedad de los datos (los recursos limitados significan que, inevitablemente, algunos valores no son actuales)[11]

### Proceso de recogida
Los FCDB generalmente se crean mediante una variedad de métodos que incluyen: 
- Análisis químico de muestras de alimentos realizadas en laboratorios analíticos.
- Imputar y calcular valores a partir de datos que ya están dentro del conjunto de datos
- Estimación de valores de otras fuentes, incluidas etiquetas de alimentos de fabricantes, publicaciones científicas y FCDB de otros países.

### Historia
Algunos de los primeros trabajos relacionados con la detección de alimentos adulterados y la búsqueda de los componentes activos de las hierbas medicinales. 
Las tablas de composición de alimentos en el formato conocido hoy en día se publicaron hacia fines del siglo XIX, aunque Morveau reunió algunas tablas sobre la composición química de las aguas minerales desde 1780.  En 1896, se publicaron tablas de los EE. UU., que incorporaron casi 2600 análisis de una amplia gama de alimentos, incluidos los principales grupos de alimentos, así como algunos alimentos procesados. Los valores de los alimentos se presentaron como 'residuos', agua, proteínas, grasas, carbohidratos, cenizas y 'valor del combustible'.
Las primeras tablas del Reino Unido, conocidas como The Composition of Foods de McCance y Widdowson, se publicaron en 1940. La Organización de las Naciones Unidas para la Agricultura y la Alimentación (FAO) publicó tablas para uso internacional y, inicialmente, las diseñó para evaluar la disponibilidad de alimentos a nivel mundial. Puede encontrar una lista de FCDB internacionales en el sitio web del Instituto Nacional de Alimentos - Universidad Técnica de Dinamarca (DTU).

## Documentación
La documentación de FCD es un proceso importante de compilación de FCDB porque permite al usuario evaluar la calidad de los datos y si los alimentos y los valores son adecuados para el propósito previsto del usuario. Además, la documentación es valiosa para los compiladores, tanto para actualizar el FCDB como para validar las decisiones tomadas durante la compilación. Ahora que los sistemas generalmente están informatizados, es mucho más fácil hacer que la documentación esté disponible. Por ejemplo, la base de datos nacional francesa proporciona información, cuando es posible, sobre los valores mínimos y máximos encontrados en las diferentes fuentes de datos utilizadas, el número de muestras utilizadas para determinar el valor seleccionado, un código de referencia correspondiente a las fuentes de datos para un determinado valor, y un código de confianza que caracteriza la calidad del valor dado. EuroFIR ha desarrollado un marco para la documentación de la FCD, que constituye la base de una nueva norma europea para el intercambio y la armonización de la FCD en toda Europa. 

## Otras lecturas
- Church S. (2005) The history of European food composition databases. Synthesis report No. 1. http://www.eurofir.net/sites/default/files/EuroFIR%20synthesis%20reports/Synthesis%20Report%201_The%20History%20of%20European%20Food%20Composition%20Databases.pdf (enlace roto disponible en Internet Archive; véase el historial, la primera versión y la última).
- Greenfield H & Southgate DAT (2003) Food Composition Data: Production, Management and Use, 2nd edn. FAO: Rome. Available at: http://www.fao.org/infoods/publications_en.stm Archivado el 26 de mayo de 2012 en Wayback Machine.
- Kirk RS & Sawyer R, ed. (1991) Pearson’s Composition and Analysis of Foods, 9th edn. Longman Scientific and Technical: Harlow, UK.
- Merrill AL & Watt BK (1973) Energy value of foods, basis and derivation. Agriculture Handbook No: 74. United States Department of Agriculture: Washington, DC. Available at: https://web.archive.org/web/20120929220850/http://www.nal.usda.gov/fnic/foodcomp/Data/Classics/ah74.pdf
- Williamson C. (2005) The different uses of food composition databases. Synthesis report No. 2. http://www.eurofir.net/sites/default/files/EuroFIR%20synthesis%20reports/Synthesis%20Report%202_The%20different%20uses%20of%20food%20composition%20databases.pdf (enlace roto disponible en Internet Archive; véase el historial, la primera versión y la última).